# Ferrari F138
De Ferrari F138 is een Formule 1-auto, die in 2013 werd gebruikt door het Formule 1-team van Ferrari.

## Onthulling
De F138, Ferrari's 59e Formule 1-auto, werd op 1 februari 2013 onthuld in Maranello. De auto werd in 2013 bestuurd door Fernando Alonso en Felipe Massa.

## Resultaten
| Resultaat                     |
| ----------------------------- |
| Winnaar                       |
| Tweede plaats                 |
| Derde plaats                  |
| Gefinisht (punten)            |
| Gefinisht (geen punten)       |
| Niet geklasseerd (NC)         |
| Uitgevallen (DNF)             |
| Niet gekwalificeerd (DNQ)     |
| Gediskwalificeerd (DSQ)       |
| Niet gestart (DNS)            |
| Gewond (INJ)                  |
| Uitgesloten (EX)              |
| Teruggetrokken (WD)           |
| Niet deelgenomen (blanco cel) |
| vetgedrukt (pole position)    |
| cursief (snelste ronde)       |

| Jaar | Chassis      | Motor      | Banden | Coureurs        | 1   | 2   | 3   | 4   | 5   | 6   | 7   | 8   | 9   | 10  | 11  | 12  | 13  | 14  | 15  | 16  | 17  | 18  | 19  | Punten | WK-plaats |
| ---- | ------------ | ---------- | ------ | --------------- | --- | --- | --- | --- | --- | --- | --- | --- | --- | --- | --- | --- | --- | --- | --- | --- | --- | --- | --- | ------ | --------- |
| 2013 | Ferrari F138 | Ferrari V8 | P      |                 | AUS | MAL | CHN | BHR | SPA | MON | CAN | GBR | DUI | HON | BEL | ITA | SIN | KOR | JPN | IND | ABU | USA | BRA | 354    | Brons     |
| 2013 | Ferrari F138 | Ferrari V8 | P      | Fernando Alonso | 2   | DNF | 1   | 8   | 1   | 7   | 2   | 3   | 4   | 5   | 2   | 2   | 2   | 6   | 4   | 11  | 5   | 5   | 3   | 354    | Brons     |
| 2013 | Ferrari F138 | Ferrari V8 | P      | Felipe Massa    | 4   | 5   | 6   | 15  | 3   | DNF | 8   | 6   | DNF | 8   | 7   | 4   | 6   | 9   | 10  | 4   | 8   | 12  | 7   | 354    | Brons     |

### Eindstand coureurskampioenschap
- Fernando Alonso: 2e (242pnt)
- Felipe Massa: 8e (112pnt)

Red Bull RB9 ·
Ferrari F138 ·
McLaren MP4-28 ·
Lotus E21 ·
Mercedes F1 W04 ·
Sauber C32 ·
Force India VJM06 ·
Williams FW35 ·
Toro Rosso STR8 ·
Caterham CT03 ·
Marussia MR02